# ویلسون کری نیکولاس
ویلسون کری نیکولاس (به انگلیسی: Wilson Cary Nicholas) سناتور سابق عضو حزب دموکرات-جمهوری‌خواه بود. وی در سال ۱۷۹۹ تا ۱۸۰۴ میلادی سناتور ایالت ویرجینیا در سنای ایالات متحده آمریکا بود.